# Condado de Stevens (Kansas)
El condado de Stevens (en inglés: Stevens County), fundado en 1870, es uno de 105 condados del estado estadounidense de Kansas. En el año 2005, el condado tenía una población de 5,412 habitantes y una densidad poblacional de 2.9 personas por km². La sede del condado es Hugoton. El condado recibe su nombre en honor al político de Pensilvania Thaddeus Stevens.

## Geografía
Según la Oficina del Censo, el condado tiene un área total de 3069 km² (1184,9 mi²), de la cual 3061 km² (1181,9 mi²) es tierra y 1 km² (0,4 mi²) (0.02%) es agua.

### Condados adyacentes
- Condado de Grant (norte)
- Condado de Haskell (noreste)
- Condado de Seward (este)
- Condado de Texas, Oklahoma (sur)
- Condado de Morton (oeste)
- Condado de Stanton (noroeste)

## Demografía
Según la Oficina del Censo en 2000, los ingresos medios por hogar en el condado eran de $41,830, y los ingresos medios por familia eran $49,063. Los hombres tenían unos ingresos medios de $36,525 frente a los $22,803 para las mujeres. La renta per cápita para el condado era de $17,814. Alrededor del 10.30% de la población estaban por debajo del umbral de pobreza.

## Localidades
Población estimada en 2004;
- Hugoton, 3,722 (county seat)
- Moscow, 255

### Área no incorporada
- Woodsdale

## Municipios
El condado de Stevens está dividido entre 6 municipios. El condado no tiene ninguna ciudad independiente a nivel de gobierno, y todos los datos de población para el censo e las ciudades son incluidas en el municipio.

## Educación

### Distritos escolares
- Moscow USD 209
- Hugoton USD 210